# Giacomo Savarese
Giacomo Savarese (Napoli, 25 gennaio 1808 – Napoli, 10 agosto 1884) è stato un economista e politico italiano.

## Biografia
Era figlio di Luigi Savarese, magistrato della corte dei conti, e di Marianna Winspeare, appartenente a una famiglia di antiche origini inglesi. Il fratello, Roberto Savarese, condusse con lui studi di diritto e di lettere e divenne un famoso giurista. Giacomo studiò economia politica, scienze amministrativa e finanziaria dedicandosi anche agli studi letterari, in particolare quelli classici.
All'età di 24 anni pubblicò Memorie sul Tavoliere di Puglia, in cui analizzava le coltivazioni pugliesi di olivi e frumento.
Fin da giovane ebbe a cuore l'educazione dei bambini e fondò a Napoli diversi asili infantili.
Recatosi in Toscana nel 1838, ebbe modo di conoscere importanti politici e scrittori come Raffaello Lambruschini, Gino Capponi e Giovan Pietro Vieusseux, e conobbe i metodi e l'organizzazione delle scuole popolari e infantili sotto la guida di Enrico Mayer.
Nel 1848 svolse la carica di Consigliere di stato e ministro dei Lavori pubblici e successivamente quella di direttore generale delle bonifiche, progetti di bonifica fortemente voluti da Ferdinando II, che ebbero una eco talmente diffusa da indurre il governo francese ad inviare propri ingegneri per capire come fosse stato possibile realizzare una bonifica così ampia in territori insalubri. Le bonifiche interessarono 12 mln di moggia di terre paludose, dallo Jonio all'Adriatico, passando per i fiumi Garigliano e Volturno e le Calabrie. 
Savarese aveva previsto la fine della monarchia borbonica e non fu per l'unità di Italia, in quanto avrebbe preferito una forma federativa di governo. Dimostrò forte attaccamento ai vecchi ordinamenti amministrativi e ai sistemi finanziari della monarchia borbonica.
Fu consigliere e assessore comunale di Napoli e strinse amicizia con diversi uomini appartenenti ai partiti politici italiani più disparati, fra cui Quintino Sella, Federico Seismit-Doda e Giuseppe Ferrari.
A Napoli esiste una via dedicata a Giacomo Savarese, situata nei pressi della Circumvesuviana.

## Opere
- Memorie sul Tavoliere di Puglia, Napoli, 1832.
- Osservazioni sull'esposizione finanziaria del conte Bastogi.
- Le finanze napoletane e le finanze piemontesi dal 1848 al 1860., 1862.
- Lettere di un contribuente ad un uomo di stato sull'abolizione del corso forzoso, il pareggio del bilancio e la riforma delle tasse, 1868.
- Sulla tassa del macinato. Lettera al deputato Torrigiani, 1872.
- Trattato di economia politica, Napoli, 1848.
- Lettera dal barone Giacomo Saverese, Napoli, 1861.